# Zespół klasztorny franciszkanów w Lwówku Śląskim
Zespół klasztorny franciszkanów w Lwówku Śląskim – zespół obiektów franciszkańskich, w skład którego wchodzą orientowany kościół św. Franciszka z Asyżu i zabudowania klasztorne. Dawniej kościół był pod wezwaniem św. Piotra i św. Pawła. Zespół znajduje się przy ulicy Szkolnej w Lwówku Śląskim.

## Opis
Zespół klasztorny został wpisany do wojewódzkiego rejestru zabytków. Początkowo jednonawowy kościół został później rozbudowany na kamienną, trójnawową budowlę. Korpus ma pięć, a prostokątne prezbiterium dwa przęsła. Budowla jest oskarpowana. Po północnej stronie prezbiterium, w zwieńczeniu nawy znajduje się dwuprzęsłowa kaplica grobowa rodów Raussendorf, Talkenberg i Schaffgotsch, w której w 1999 r. umieszczono zakrystię. Dawna zakrystia znajdowała się po południowej stronie, w podstawie niedokończonej wieży kościelnej. Umieszczono w niej kaplicę Matki Bożej Fatimskiej. We wnętrzu kościoła są sklepienia krzyżowo-żebrowe i gwiaździste, wiele portali gotyckich oraz obramienia okienne i drzwiowe, w tym kurtynowe. Wyposażenie pochodzi z przełomów XX i XXI wieku. Do wnętrza prowadzi skromny barokowy portal z ok. 1738 r. Po lewej stronie od wejścia znajduje się tablica z aniołem, który trzyma dwie tarcze. Na jednej wyrzeźbiony jest emblemat cechu piekarzy – obwarzanek, na drugiej inicjały MW i data 1685. Na murach znajdują się epitafia i kamienne nagrobki z XVI – XVIII w. Część z nich została w trakcie remontu w latach 1995-1999 umieszczona w zachowanym fragmencie muru cmentarnego.
Od południa z kościołem styka się klasztor z XIII w. Był on wielokrotnie odbudowywany i przebudowywany (w 1735 r., w latach 1872-1875 i w XX wieku). Budynek ma trzy skrzydła i trzy kondygnacje. Pomiędzy skrzydłami klasztoru a ścianą kościoła zamknięty jest prostokątny wirydarz. W niektórych pomieszczeniach klasztoru znajdują się sklepienia sieciowe.

## Historia

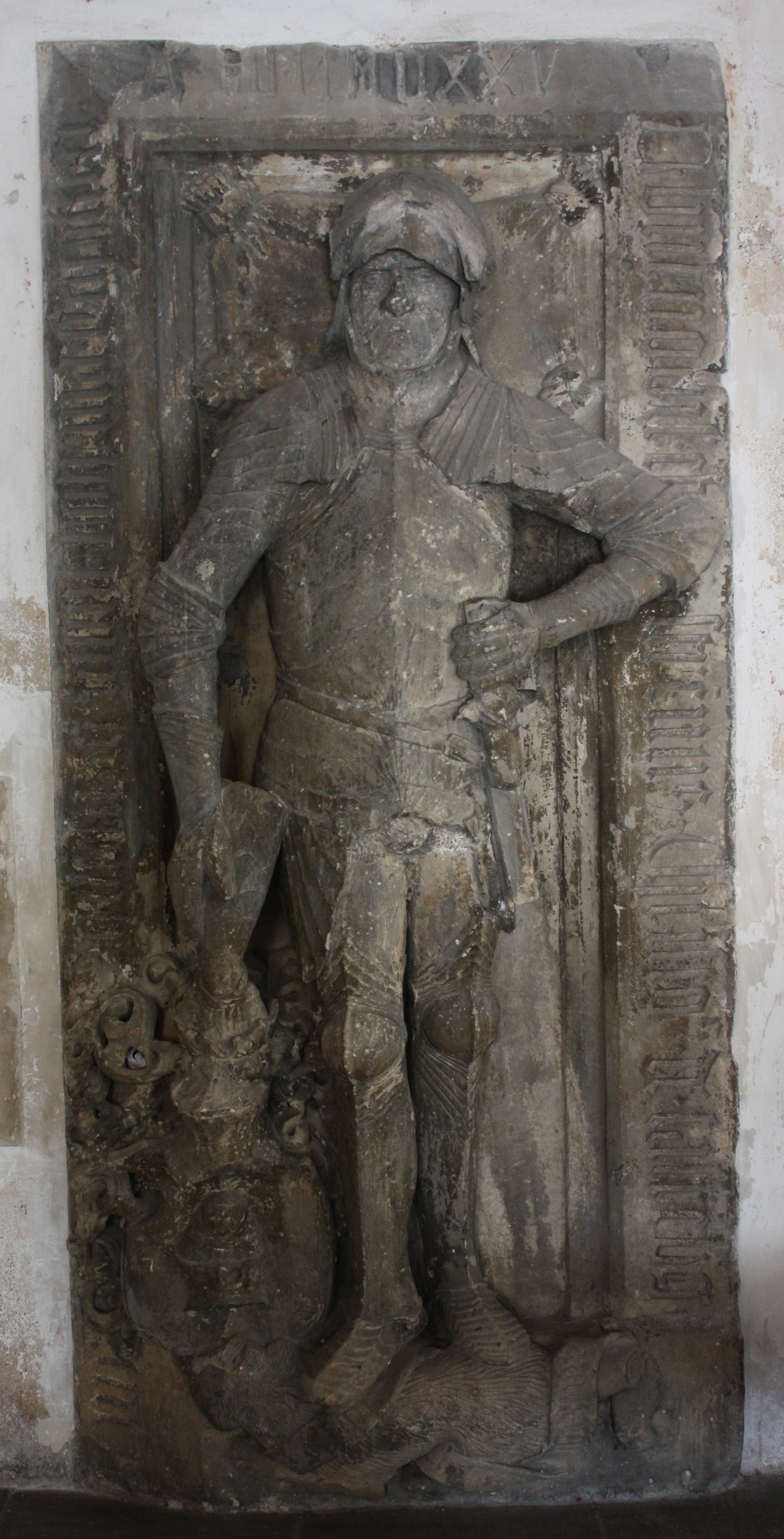
Płyta nagrobna Krzysztofa Talkenberga

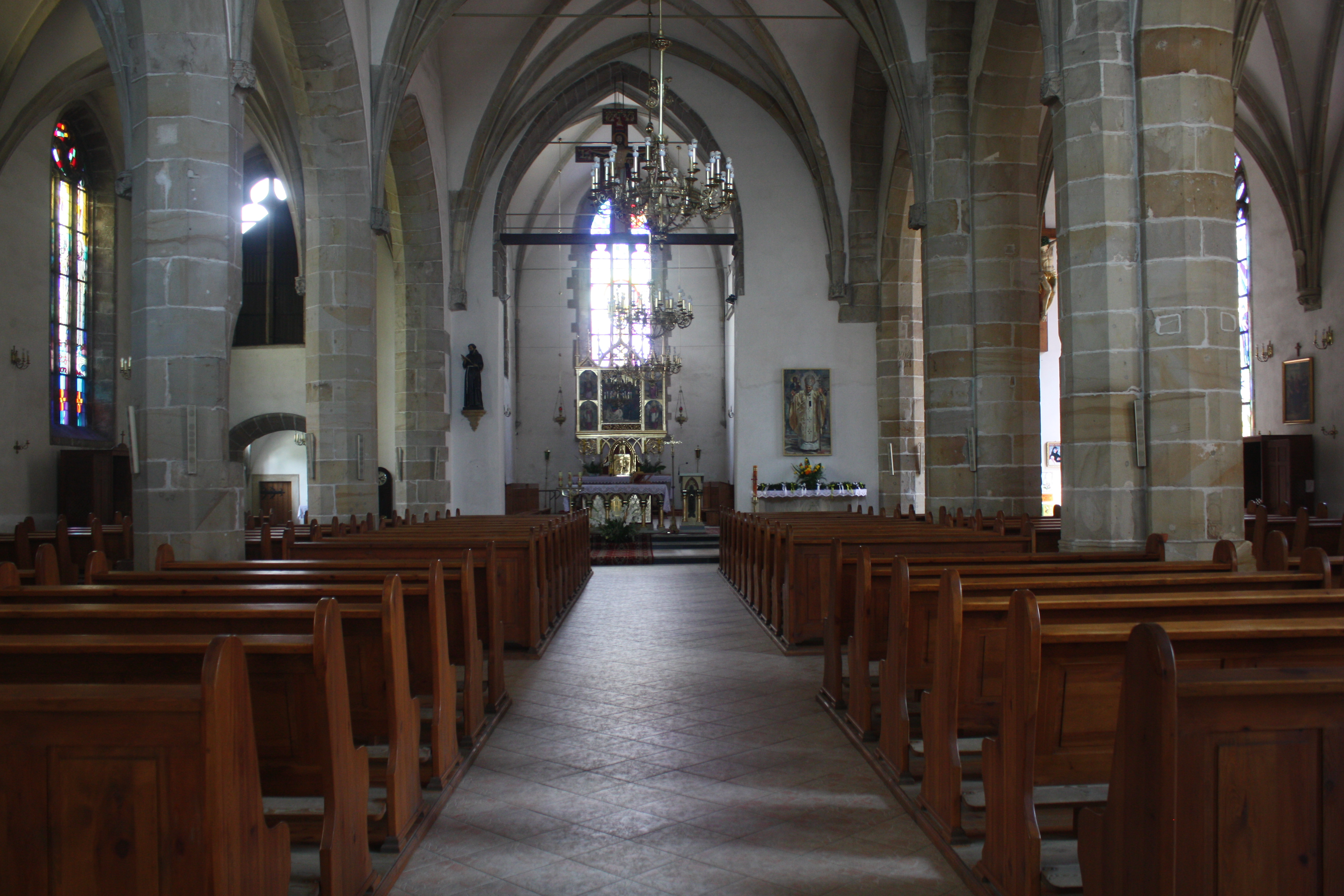
Wnętrze kościoła

### Średniowiecze
Według rektora lwóweckiej szkoły Svevusa, franciszkanie przybyli do Lwówka w 1227 r. W tym czasie podlegali prowincji polskiej zakonu. Lwówecki konwent założył książę Henryk II Pobożny. W 1248 r. rycerz (a być może także lwówecki kasztelan) Henryk zwany Długim podarował mnichom plac pod budowę klasztoru na dawnym przedmieściu zamkowym. W tym też roku rozpoczęto budowę jednonawowego, kamiennego kościoła pod wezwaniem św Piotra i Pawła. W 1264 r. legat papieski na Czechy i Morawy, biskup von Wermeland wszystkim, którzy złożyli ofiarę na budowę świątyni obiecał studniowy odpust. Ci, którzy odwiedzali pilnie ten kościół, łożąc na jego utrzymanie i ulepszenie, ozdoby ołtarza, przyrządy kościelne, księgi i oświetlenie mieli otrzymać odpust czterdziestodniowy. Tablice z listą darczyńców i ich ofiarami wisiały w kościele. Wykute w kamieniu lub namalowane herby możnych donatorów (w tym książąt saskich) wisiały także przy wejściu do świątyni. Gwardian lwówecki otrzymał od książąt saskich tytuł Minister Ordinis de Provincia Saxonica. Prawdopodobnie w 1268 r. ukończono budowę kościoła. W 1285 r. franciszkanie lwóweccy przeszli pod jurysdykcję saskiej prowincji zakonnej, przeciw czemu protestował biskup wrocławski wobec kapituły generalnej zakonu. W 1460 r. Konrad Pflüger dokonał rozbudowy kościoła, dobudowując nawę południową. Później wzniesiono nawę północną i kaplicę poświęconą św. Annie.
W przeciwieństwie do lwóweckich joannitów, franciszkanie nie posiadali wielkiego majątku – jedynie kawałek pola i łąki. Dlatego też utrzymywali się z dobroczynności wiernych. W 1482 r. Gunzel von Raussendorf ufundował dwie msze tygodniowo w kaplicy. 22.01.1505 r. Krzysztof von Talkenberg zawarł umowę z mnichem Baltazarem, w której zobowiązał się dostarczać dwa razy do roku po beczce dobrych śledzi. W zamian brat Baltazar miał odprawiać w określone dni msze za duszę Krzysztofa. Za panów Talkenberg mnisi modlili się w każdy piątek w kościele i dodatkowo w kaplicy.
W kaplicy św. Anny (obecnie prezbiterium) chowani byli dziedzice Płakowic:
Krzysztof von Talkenberg i Magdalena von Schaffgotsch, których epitafia przeniesiono później do sieni ratusza.
Gothard von Schaffgotsch zmarły w Lwówku w 1643 r.
Krzysztof von Schaffgotsch (1657-1688), który wracając z Węgier został zmorzony śmiertelną chorobą.
Jan Ulryk von Schaffgotsch – ostatni z linii, zmarły w 1739 r.
Zuzanna Elżbieta – druga żona Jana Ulryka z domu von Zedlitz – pochowana 13.12.1702 r.

### Klaryski

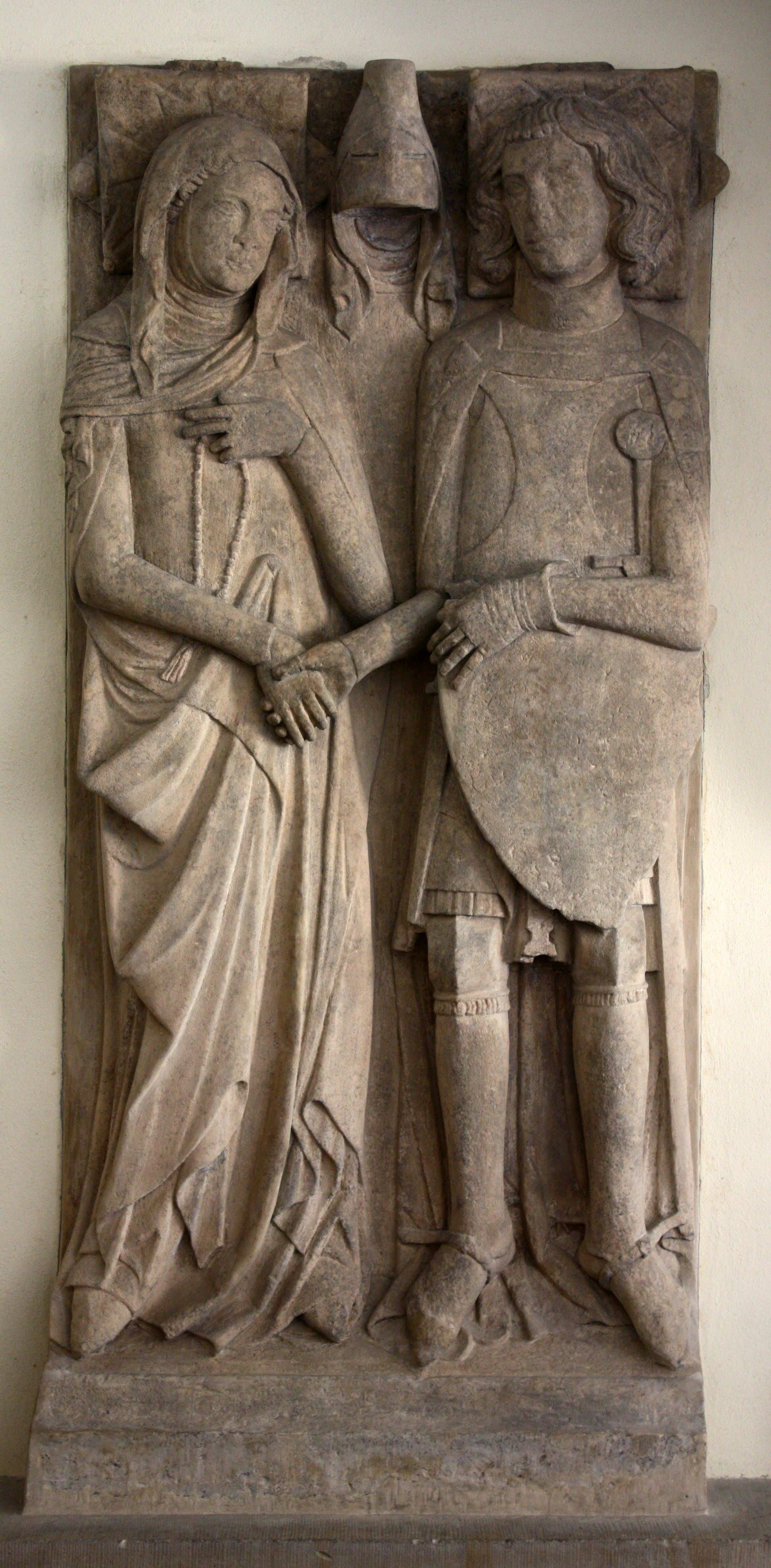
Nagrobek Henryka I jaworskiego i Agnieszki Przemyślidki

Naprzeciwko zachodniej bramy kościoła, w niewielkim kamiennym domku mieszkały siostry zakonne. Przejście z domu zakonnego do kościoła było kryte dachem. Siostry zajmowały się głównie opieką nad chorymi. W 1536 r. spłonęła jedna trzecia część miasta, w tym dom zakonny przy ulicy Szkolnej (wówczas Nonnengasse – zaułek zakonnic). W okresie po odjeździe braci zakonnych, doniesiono protestanckiej radzie miejskiej, że zakonnice zachwalają mieszkańcom Lwówka zasługi świętych. Rada zabroniła siostrom tych praktyk, nakazując im skupienie się na pielęgnowaniu chorych. Wkrótce potem siostry najprawdopodobniej opuściły Lwówek Śląski.

### Legenda
Siedemnastowieczni kronikarze Naso i Bukisch przekazali następującą legendę:

W czasie reformacji w 1562 r., gdy wszyscy franciszkanie opuścili miasto, pozostała tylko jedna zakonnica – szafarka. Jej zadaniem było doglądanie majątku klasztornego. Szafarka była bardzo piękna i pobożna. Zakochał się w niej syn starosty. Starosta, pragnąc przejąć majątek klasztorny, zmusił dziewczynę do ślubu ze swoim synem. W trakcie ceremonii nadszedł moment, gdy szafarka miała powiedzieć "tak". Zamiast tego wyrzekła po łacinie ostatni werset hymnu Te Deum:

„In te Domine speravi; non confundar in aeternum.”

Można to przetłumaczyć jako: 

„W Tobie, o Panie, złożyłam nadzieję, niech nie będę zawstydzona na wieki.”

W jednej chwili stojąca przed ołtarzem młoda para padła martwa. Pochowano ich razem w grobowcu przy wejściu do kościoła, pod kamienną płytą przedstawiającą trzymających się za ręce mężczyznę i kobietę. On jest ubrany w świecki strój, ona ma na sobie habit. Płytę tę wmurowano później w ścianę ratusza, naprzeciwko sali ślubów.
Według najpowszechniej przyjmowanej hipotezy płaskorzeźba z legendy przedstawia księcia Henryka I jaworskiego i jego żonę Agnieszkę.

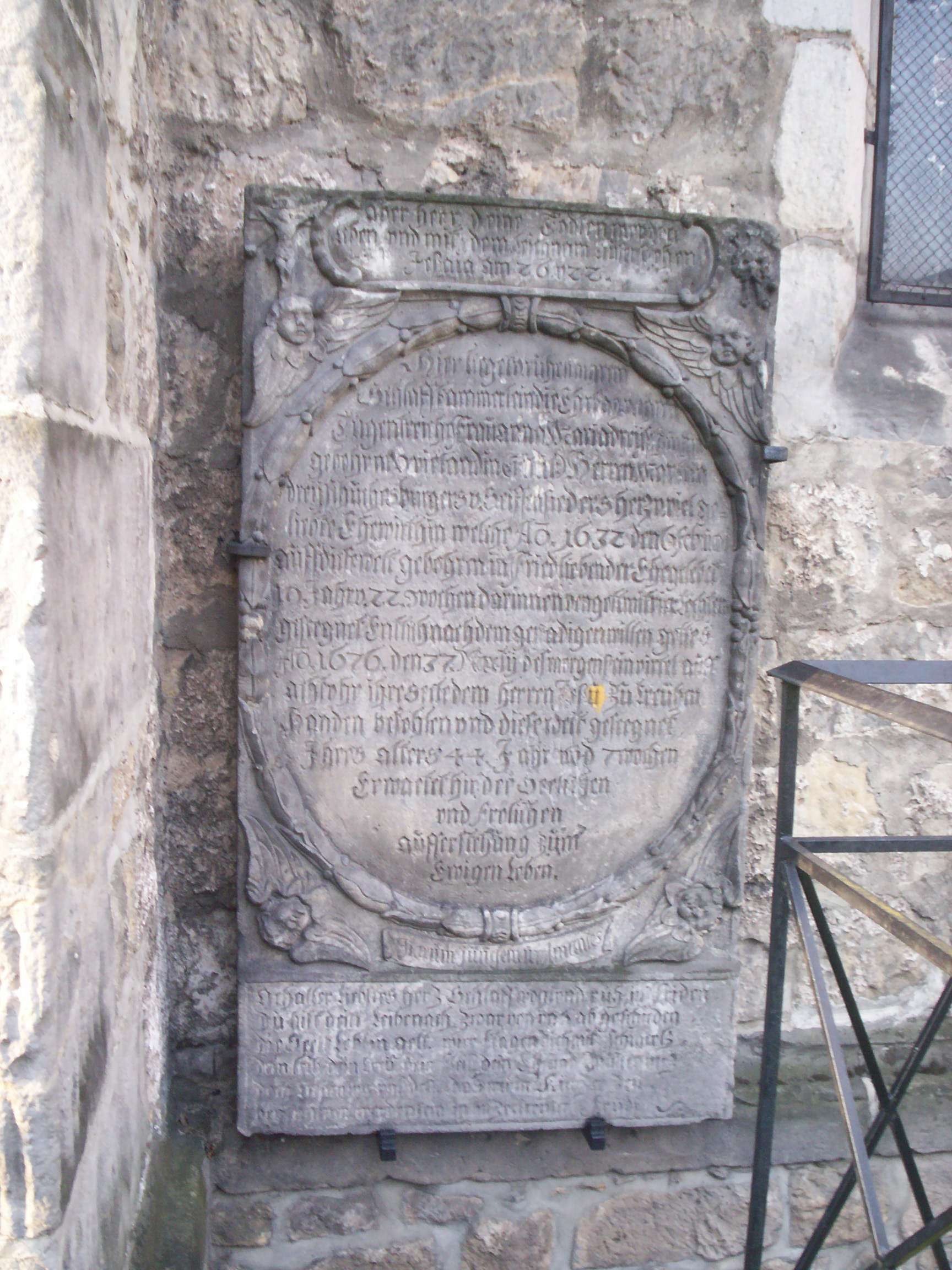
Epitafium na ścianie kościoła

### Reformacja
Jakub Fürer (Furerus) był franciszkaninem w Lwówku Śląskim. Przełożeni wysłali go około roku 1522 do Wrocławia, by tam poszerzał swą wiedzę. W stolicy Śląska Fürer zetknął się z naukami Lutra. Z powodu niepokojów we Wrocławiu Fürer został wezwany do Lwówka, gdzie powierzono mu funkcję klasztornego kaznodziei. Tutaj zaczął głosić nowe nauki najpierw wśród swoich braci zakonnych. W tym czasie kilku franciszkanów porzuciło zakon. Podobno 11.06.1523 r. w domu Łukasza Lindnera odbył się ślub byłego mnicha z byłą mniszką. Przełożony zakonu w Lwówku – gwardian Benedykt obciążał winą za te wydarzenia Jakuba Fürera. Karze, którą zamierzał na niego nałożyć sprzeciwiła się jednak większość mnichów, a także ceniący jego kazania mieszczanie. Gwardian Benedykt i prowincjał franciszkanów ze Zgorzelca Piotr Fontinus usiłowali nakłonić Fürera do wycofania się z głoszonych nauk, oferując mu ważne stanowiska w hierarchii zakonnej. Ten był jednak nieubłagany i propagował nowo poznane prawdy z coraz większym zapałem. W końcu gwardian stracił cierpliwość i postanowił siłą zmusić kaznodzieję do zmiany poglądów. Fürer dowiedziawszy się o jego zamiarach uciekł z zakonu i schronił się wśród mieszczan. Burmistrz Lwówka Jan Fritschner i duża część obywateli nakłaniali proboszcza – magistra Ebrhardta, by ten pozwolił Fürerowi wygłaszać kazania w kościele parafialnym. Proboszcz odmówił początkowo ich prośbom, potem był jednak zmuszony ulec. Z grona franciszkanów wywodzili się też dwaj inni kaznodzieje luterańscy – magister Achatius i Hipolit Szymon Rosenberg.
W pierwszych latach reformacji zmalała liczba franciszkanów, a także wielkość ofiar składanych przez wiernych. W 1532 r. klasztor palił się w 11 miejscach. W 1536 r. pożar na ulicy Szkolnej uszkodził też klasztor. W 1543 r. franciszkanie postanowili opuścić klasztor. Gwardian Benedykt, Kacper starszy, Mikołaj Wagner, Andrzej Bohem i Paweł Converjus przekazali klasztor radzie miejskiej z przeznaczeniem na szkołę. Syndyk Krzysztof Reussner uzyskał na to zgodę biskupa Baltazara von Promnitz. Dokument ten nie zachował się. W innym piśmie z 03.09.1561 r. biskup Baltazar zgadzał się na przeznaczenie klasztoru na szkołę pod warunkami, że kościół nie będzie wykorzystywany do innych celów niż służba boża oraz że klasztor ma być zwrócony, gdyby w przyszłości franciszkanie zdecydowali się powrócić do miasta. Do 1561 r. kościół stał pusty. Później po remoncie został świątynią ewangelicką. W dzień św. Michała 1562 r. Kasper Radecker wygłosił pierwsze kazanie i od tego czasu odprawiano tam cotygodniowe nabożeństwa. W 1562 r. rada miejska przeniosła szkołę w pobliże kościoła parafialnego, a w klasztorze chciała umieścić szpital. Rada uzyskała nawet na to zgodę biskupa, ale nie doszło to do skutku z powodu epidemii w latach 1567-1568. W budynku klasztoru mieszkali dzwonnik i kantor. Z powodu powiększenia się lwóweckiej szkoły za czasów rektora Andrzeja Brettiusa postanowiono rozdzielić część łacińską od niemieckiej. W klasztorze przyszykowano mieszkanie dla nauczyciela oraz jedną salę lekcyjną i umieszczono tam szkołę łacińską. W 1611 przystosowano kolejne dwie klasy. Na Lwówek spadały kolejne nieszczęścia: powstanie chłopskie w latach 1620-22, zdobycie miasta przez lisowczyków w 1622 r. i zaraza w latach 1624-25. W tych okolicznościach szkoła przestała działać w roku 1624. 29.07.1628 r. pękł dzwon kościelny. W 1629 r. zamknięto całkiem kościół i klasztor.

### Wojna trzydziestoletnia
Razem z armią austriacką do Lwówka przybył mnich i zamieszkał w klasztorze. Gdy miasto zostało zajęte przez wojska saskie, brandenburskie i szwedzkie, zakonnik musiał uciekać. Pewnego razu żołnierze zaczęli zrywać dach i przestali, dopiero gdy rada miejska zapłaciła okup. Gdy zmieniły się koleje wojny do klasztoru powrócił mnich. Z powodu maruderów plądrujących okolice mieszkańcy bali się grzebać zmarłych na cmentarzu poza miastem. Poprosili więc mnicha o zgodę na użycie w tym celu dziedzińca klasztornego, na co ten przystał za stosowną opłatą. 15.06.1644 r. zawalił się strop świątyni. 26.07.1652 r. znaleziono mnicha martwego w łóżku. Klasztor i kościół pozostawał w ruinie. W 1629 r. zamknięto całkiem kościół i klasztor.

### Powrót minorytów

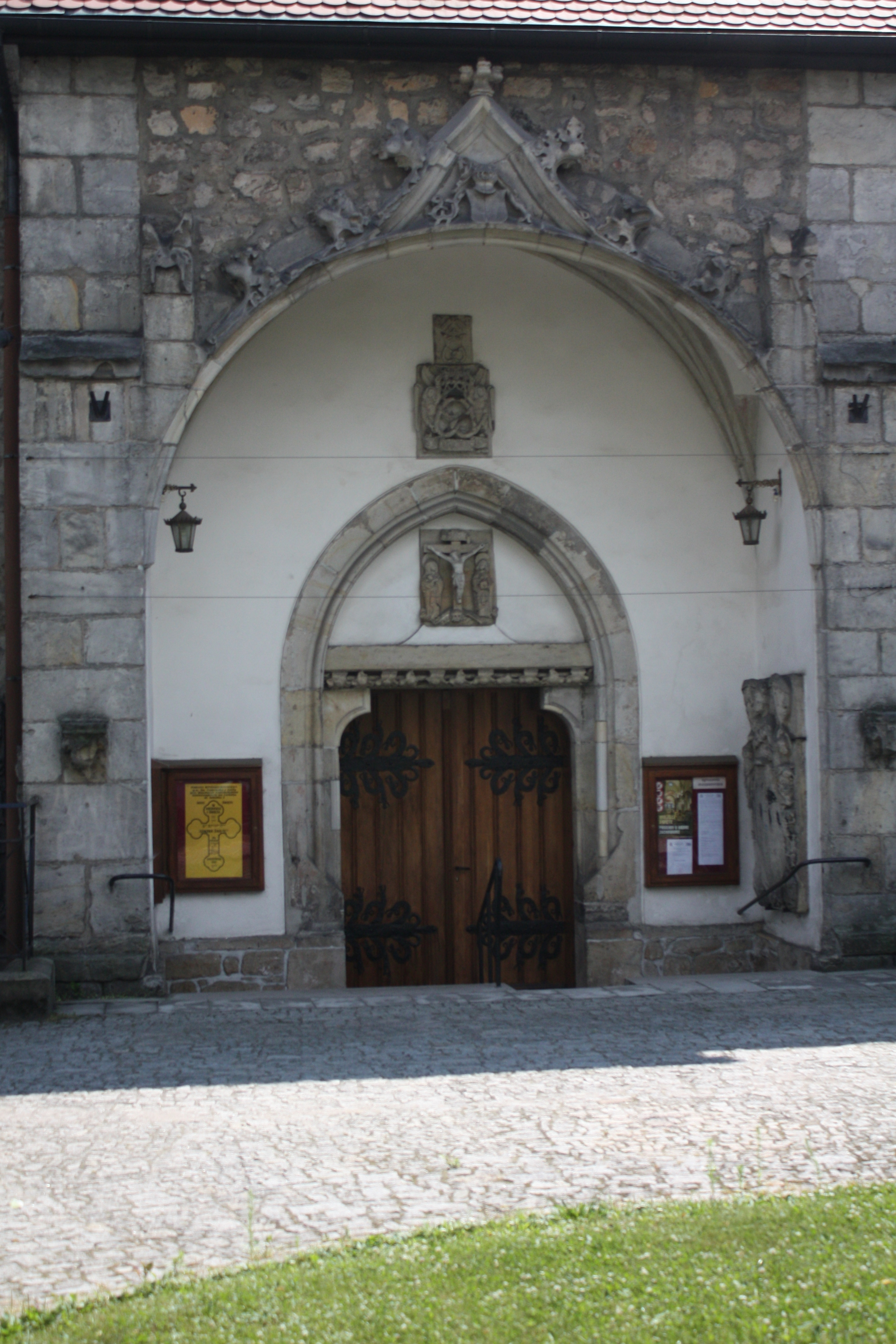
Brama północna kościoła św. Franciszka

W 1652 r. minoryci powrócili do Lwówka Śląskiego i przystąpili do odbudowy klasztoru i kościoła. Jako że mieli do dyspozycji jedynie datki nielicznych wiernych, odbudowa trwała bardzo długo. W 1688 r. kronikarz księstwa jaworskiego Naso odwiedził zespół klasztorny. Kościół liczył 82,5 łokci długości oraz po 39 łokci szerokości i wysokości. W pierwszej połowie XVIII w. w klasztorze zmieniono układ wnętrz i dodano ozdobne elementy fasady. O zakończeniu prac w 1738 r. informuje napis nad furtą. W klasztorze mieszkało dziesięciu zakonników. Codziennie były odprawiane msze św.

### Sekularyzacja
Po przegranej wojnie z Napoleonem król pruski Fryderyk Wilhelm III musiał zrównoważyć budżet państwa. Środkiem w tym celu była przeprowadzona dekretem z 30.10.1810 r. sekularyzacja klasztorów. Kasacie podległy również lwóweckie zakony joannitów i franciszkanów. Klasztor franciszkanów musiało opuścić 8 braci, 4 kapłanów i 3 laików. W 1812 r. klasztor został przekazany szkolnej kasie miejskiej. Znajdowały się tam wtedy mieszkania dla nauczycieli. W refektarzu działała scena teatralna. Od 1816 r. w kościele mieścił się arsenał miejscowego 2 batalionu 6 pułku grenadierów. Na utrzymanie budynku państwo pruskie wydawało co roku 40 talarów. W 1820 r. założono kosztem 200 talarów piorunochron. Klasztor był przebudowywany w latach 1873-1875. Najciekawsze epitafia zostały przeniesione do przedsionka kościoła w lecie 1885 r. Kościół został podzielony na dwie części drewnianym stropem. Na piętrze od 1899 r. mieściło się muzeum powiatowe. Prezentowano eksponaty związane z historią miasta i powiatu: stroje śląskie, księgi, dokumenty, rozmaite okazy broni, narzędzia tortur, wyposażenie wnętrz itp. W 1901 r. przeniesiono tu zbiory z wystawy w Bramie Lubańskiej, między innymi powóz, którym Napoleon przyjechał do Lwówka w lipcu 1813 r. W 1924 r. katolicką szkołę ludową i gimnazjum przeniesiono do budynku seminarium nauczycielskiego w północno-zachodniej części miasta, a w klasztorze umieszczono szkołę rolniczą.

### Po 1945
W czasach PRL w kościele były magazyny – początkowo rolniczy, później materiałów budowlanych. W latach 1975–1977 przeprowadzono w nim prace konserwacyjne. Po remoncie nie był jednak użytkowany i zaczął popadać w ruinę. Klasztor był siedzibą różnych szkół. Franciszkanie wrócili do Lwówka po 1945 r. zajmując dawną komandorię joannitów, kościół parafialny i kaplicę św. Krzyża. Ich starania o zwrot majątku skonfiskowanego w 1810 r. przyniosły efekt po 185 latach. Franciszkanie przystąpili do odbudowy kościoła. Prace prowadził brat Maksymilian Szelepiński (zmarły 22.05.2014). W uznaniu zasług rada miejska nadała mu honorowe obywatelstwo Lwówka Śląskiego. Remont zakończono 31.12.1999 r.. 01.01.2000 r. prowincjał o. Stanisław Strojecki odprawił w kościele pierwszą mszę. W sierpniu 2003 r. miasto przekazało franciszkanom klasztor. Mieszczący się w nim dotąd Zespół Szkół Zawodowych został przeniesiony i połączony z Zespołem Szkół Ogólnokształcących tworząc Zespół Szkół Ogólnokształcących i Zawodowych.